# Fritz Dennerlein
Federico "Fritz" Dennerlein (Portici, 14 maart 1936 – Napels, 3 oktober 1992) was een Italiaans waterpolospeler en zwemmer.
Federico Dennerlein nam als waterpoloër driemaal deel aan de Olympische Spelen; in 1956, 1960 en 1964. In 1956 maakte hij deel uit van het Italiaanse waterpolo team dat als vierde eindigde. Hij speelde zes wedstrijden. Verder eindigde hij met het Italiaanse team als zevende op het onderdeel 4x200 meter vrijeslag.
Vier jaar later eindigde hij als vierde op het onderdeel 200 meter vlinderslag, zesde op de 4x100 meter, en werd hij met het Italiaanse team in de eerste ronde uitgeschakeld op het onderdeel 4x200 meter vrije slag.
In 1964 maakte hij wederom deel uit van het Italiaanse waterpolo team dat als vierde eindigde. Hij speelde drie wedstrijden en scoorde eenmaal.